# Arda av Armenien
Arda av Armenien, född okänt år, död efter 1116, var en drottning av Jerusalem, gift 1097 med kung Balduin I av Jerusalem. Hon var den första drottningen av Jerusalem. 
Arda var dotter till den armeniske länsherren Thoros av Marash och äktenskapet var en fördelaktig allians för Balduin, som då var länsherre av det före detta armeniska territoriet Edessa. Balduin försköt Arda år 1105, enligt uppgift för äktenskapsbrott, och spärrade in henne i kloster. Hon fick dock senare tillstånd att resa till sin far i Konstantinopel. Balduin gifte om sig 1112, men äktenskapet förklarades ogiltigt eftersom Arda fortfarande var i livet. Balduin bad år 1116 Arda att komma tillbaka, vilket hon vägrade.    